# Жене у Руској револуцији
Руске револуције 1917. довеле су до колапса Руске империје, краткотрајне привремене владе и стварања прве социјалистичке државе на свету под бољшевицима. Они су се експлицитно обавезали да ће промовисати равноправност мушкараца и жена. Многе ране руске феминисткиње и обичне руске раднице активно су учествовале у револуцији, и све су биле погођене догађајима тог периода и новом политиком Совјетског Савеза.
Привремена влада која је преузела власт након збацивања цара у фебруару 1917. промовисала је либерализам и учинила Русију првом великом земљом која је женама дала право гласа. Чим су бољшевици преузели власт у октобру 1917. године, либерализовали су законе о разводу и абортусу, декриминализовали хомосексуалност и прогласили нови виши статус за жене. Инеса Арманд (1874-1920), Александра Колонтај (1872-1952), Надежда Крупска (1869-1939) и Александра Артјухина (1889-1969) биле су истакнуте бољшевике. Изван бољшевика, Марија Спиридонова се појавила као један од главних лидера левих есера и сељачког покрета уопште: председавала је Ванредним сверуским конгресом совјета сељачких депутата крајем новембра 1917, а касније је била именована за шефа Сељачке секције Централног извршног комитета Сверуског совјета радничких, сељачких и војничких депутата (ВТСИК) до јула 1918. године.

## Руске жене и Први светски рат
Млади руски феминистички покрет био је одушевљен устанком 1905. године, који је био праћен либерализацијом неких строгих ограничења за жене и стварањем националног парламента. Међутим, до 1908. године, снаге реакције су се снажно повлачиле, а феминисткиње су се повлачиле. Женама је забрањен приступ универзитетима, а међу либералним снагама владао је општи осећај очаја.
Избијање рата у августу 1914. било је изненађење; Царство је било лоше припремљено. Пошто су милиони мушкараца ужурбано обучавали мушкарце, жене су преузимале нове улоге. Број радница у индустријским центрима порастао је на преко милион пошто се 250.000 жена придружило радној снази између 1914. и 1917. године. Сељанке су такође преузеле нове улоге, преузимајући део пољопривредних послова својих мужева. Жене су се директно бориле у рату у малом броју на линијама фронта, често прерушене у мушкарце, а хиљаде других су служиле као медицинске сестре. Друштвени услови жена током Првог светског рата утицали су на улогу коју су играле у надолазећим револуцијама.

## Фебруарска револуција и њен утицај на бољшевичку партију
Фебруарска револуција је збацила царски режим и успоставила привремену владу. Неколико жена је било веома видљиво у овој револуцији, посебно оних које су се окупиле у масовним протестима на Међународни дан жена да позивају на политичка права. Они су стекли права под привременом владом, укључујући право гласа, да служе као адвокати, и једнака права у државној служби. Жене које се залажу за оваква политичка права углавном су долазиле из вишег и средњег слоја, док су сиромашније жене протестовале за „хлеба и мира“. Рекордан број жена придружио се руској војсци. Постављене су све женске борбене јединице, прва од њих формирана је у мају 1917.

## Женска питања и бољшевичка политика
Женско питање, и идеја да су жене затворене у приватним строгим друштвеним правилима и улогама, била је популарна тема међу руским интелектуалцима током касног 19. и почетка 20. века. За разлику од Запада, међутим, руске расправе о правима и улози жена нису биле део основне борбе за људска права. Барбара Енгел је истражила начине на које је револуција била родно заснована. Слабост култа домаћинства у царској ери олакшала је увођење иновативне бољшевичке политике. С друге стране, радничка класа је била родно мушка, што је ометало иновације. Заиста, након 1905. радикални елементи су све више концептуализирали жене као затворене из јавне сфере, у којима су само мушкарци били легитимни учесници. Револуционари морају дати предност мушкарцима и често исмејаним домаћицама и сељанкама.  као последица тога, реформатори и револуционари су генерално гледали на жене као на назадне и сујеверне, и да им се не верује политички. Неки марксисти називали су раднице „најзаосталијим слојем пролетаријата“ и оптуживали их да нису у стању да развију револуционарну свест без партијског вођства. Многи су писали и теоретизирали о овом питању, али многи Руси су то питање повезивали углавном са феминисткињама. Пре револуције, феминизам је осуђиван као „буржоаски“ јер је имао тенденцију да долази из виших класа, и сматран је контрареволуционарним због перцепције да би поделио радничку класу. Енгелсов рад на Женском питању из 1890. утицао је на Лењина. Он је сматрао да је угњетавање жена функција њиховог искључења из сфере јавне производње и потискивања у сферу домаћинства . Да би се жене сматрале правим другарицама, буржоаска породица је морала бити разбијена, а женама је била потребна пуна аутономија и приступ запослењу. У светлу учешћа жена у Фебруарској револуцији, Бољшевичка партија је почела да преиспитује и реструктурира свој приступ „женском питању“. Стаљин је преокренуо многе бољшевичке ратне иновације, а такође је успоставио систем који је за неке жене био оснажујући.
Бољшевици су се противили било каквој подели радничке класе, укључујући одвајање мушкараца и жена како би се ставили у фокус посебно женска питања. Сматрали су да мушкарци и жене морају да раде заједно без подела, и због тога, у првим данима партије, није штампана литература која би била усмерена на жене, а бољшевици су одбили да створе биро за раднице. Године 1917. пристали су на захтеве руског феминистичког покрета и основали Женски биро.

## Октобарска револуција и грађански рат
Почевши од октобра 1918. године, Совјетски Савез је либерализовао законе о разводима и абортусу, декриминализовао хомосексуалност, дозволио кохабитацију и започео низ реформи које су теоретски учиниле жене равноправнијим са мушкарцима. Нови систем је произвео многе прекинуте бракове, као и безброј деце рођене ван брака. Епидемија развода и ванбрачних веза створила је друштвене потешкоће када су совјетски лидери желели да људи концентришу своје напоре на раст економије. дали су велики приоритет премештању жена у градску индустријску радну снагу. Дошло је до наглог пада наталитета, што је Кремљ схватио као претњу совјетској војној моћи. До 1936. Јосиф Стаљин је поништио већину либералних закона, уводећи конзервативну, пронаталитетну еру која је трајала деценијама које долазе.
Бољшевици су дошли на власт са идејом ослобођења жене и трансформације породице. Они су успели да изједначе правни статус жена са мушким реформисањем одређених закона, као што је Закон о браку, породици и старатељству који је ратификован октобра 1918. који омогућава оба супружника да задрже право на сопствену имовину и зараду, дају деци рођену ван земље. закључили су иста права као и они који су рођени у браку и омогућили развод на захтев.  Бољшевици су покренули покрет за самоактивност жена; Женотдел, познат и као женски одсек Комунистичке партије (1919–1930). Под вођством Александре Колонтај, и уз подршку жена попут Инесе Арманд и Надежде Крупске, Женотдел је ширио вести о револуцији, спроводио њене законе, оснивао часове политичког образовања и описмењавања за радничке и сељанке и борио се против проституције.
Док су мушкарци били присилно регрутовани за службу у грађанском рату када су вишеструки непријатељи покушали да збаце бољшевике, жене нису биле обавезне да учествују. Ипак, у великом броју јесу, сугеришући да су бољшевици добили подршку жена. Око 50.000 до 70.000 жена придружило се Црвеној армији до 1920. године, што је чинило 2% укупних оружаних снага.
За то време бољшевички феминизам је заиста почео да се формира. Лењин је често говорио о важности ослобађања жена од кућних послова како би могле потпуније да учествују у друштву, и почео је напор да се радницима плате за кућне послове. Званично је легализован принцип „Једнака плата за једнак рад“. Примењене су неке промене у традиционалном нагласку на породици, укључујући омогућавање лаког остваривања развода и давање пуна права ванбрачној деци.
Један бивши револуционар, Фани Каплан, покушала је да убије Владимира Лењина 1918. године, али је ухапшена и погубљена. Лењин се никада није у потпуности опоравио.

## Инеса Арманд
Инеса Арманд (1874—1920) је била активна револуционарка која је била веома блиска Лењину; добила је главне улоге након што је он преузео власт. Постала је шеф Московског економског савета и била је извршни члан Московског совјета. Постала је директорка Женотдела, организације која се борила за равноправност жена у Комунистичкој партији и совјетским синдикатима (Женотдел је деловао до 1930), са овлашћењима да доноси законодавне одлуке. Прошла је кроз реформе како би омогућила женска права на развод, абортус, учешће у владиним пословима и стварање објеката као што су масовне кантине и центри за мајке. Године 1918, уз помоћ Свердлова против опозиције Зиновјева и Радека, успела је да се одржи национални конгрес радничких жена, са Лењином као говорником. Према Елвуду, разлог зашто је партијско руководство пристало да подржи Армандову агитацију за комуналне објекте је тај што је грађански рат захтевао ангажовање жена у фабричким пословима и помоћним пословима у Црвеној армији, што је створило потребу да се жене ослободе традиционалних дужности. Арманд је такође председавао Првом међународном конференцијом жена комуниста 1920. У пролеће 1920. године појавио се, опет на Армандову иницијативу, часопис Kommunistka, који се бавио „ширим аспектима женске еманципације и потребом да се промени однос између полова да би се остварила трајна промена“.

## Сељанке и еманципација жена
Сељанке углавном нису биле укључене ни у "буржоаски" феминистички покрет, ни у бољшевичку револуцију. Патријархалне родне улоге биле су начин живота на селу, а село је био једини живот који су сељанке познавале. Историчари су изнели теорију да су сељаци револуцију видели као опасну претњу њиховом начину живота, а да су се сељанке, већ осиромашене, плашиле сметњи које је донео рат. Само мала мањина сељанки придружила се бољшевичкој ствари. Одбијање сељанкиње еманципације жена најјасније се показује у њиховом одбијању да се укључе у Женски биро.

### Референтна библиографија
- „The Bolsheviks and Working Women, 1905–20”. Soviet Studies. 26 (4). 1974.
- Boxer, Marilyn J.; Quataert, Jean H. (2000). „Chapter 14”. Connecting Spheres: European women in a globalizing world, 1500 to the present (Second изд.). New York, New York: Oxford University Press. ISBN 978-0-19-510950-4.
- „Working-Class and Peasant Women in the Russia Revolution, 1917–1923”. Signs. 8 (2): 215—235. зима 1982. JSTOR 3173897. doi:10.1086/493960.
- „A Gendered Revolution?”. Revolutionary Russia. 30: 196—207. 2017.
- Engel, Barbara Alpern (2004). Women in Russia, 1700–2000. Cambridge, U.K.: Cambridge University Press.
- Goldberg Ruthchild, Rochelle (2010). Equality and Revolution: Women's Rights in the Russian Empire, 1905-1917 (PDF). University of Pittsburgh Press. JSTOR j.ctt5hjp1d.
- Goldberg Ruthchild, Rochelle (2010). „Women's Suffrage and Revolution in the Russian Empire, 1905-1917”.  Ур.: Offen, Karen. Globalizing Feminisms, 1789-1945. New York: Routledge. стр. 257-274.
- Holmgren, Beth; Goldberg Ruthchild, Rochelle, ур. (2009). A Very Short Course on Russian Women's History Contextualizing Russian Feminism: Twenty Years Forward. Bloomington: Indiana University Press.
- Smith, S. A. (2002). The Russian Revolution. United States: Oxford University Press. стр. 137. ISBN 978-0-19-285395-0.
- Stites, Richard (1978). The Women's Liberation Movement in Russia: Feminism, Nihilism and Bolshevism. Princeton University Press. ISBN 9780691100586.
- Stoff, Laurie (2006). They fought for the Motherland: Russia's women soldiers in World War I and the Revolution. Lawrence, KS: University Press of Kansas.

### Историографија
- „'What did you do in the Revolution, Mother?' Image, myth and prejudice in Western writing on the Russian Revolution”. Gender & History. 7 (1): 85—99. 1995.
- „Soviet and Post-Soviet Scholarship of Women's Participation in Russia's Socio-Political Life from 1900 to 1917”. Revolutionary Russia. 30 (2): 208—227. 2017. summarizes the Russian-language scholarly literature.
- „Men, Women and an Integrated History of the Russian Revolutionary Movement”. History Compass. 9 (2): 119—133. 2011.
- „Teaching & Learning Guide for: Men, Women and an Integrated History of the Russian Revolutionary Movement”. History Compass. 9 (5): 448—453. 2011.